# Sancheville
Sancheville est une commune française située dans le département d'Eure-et-Loir en région Centre-Val de Loire.

## Géographie

### Situation

Situation géographique
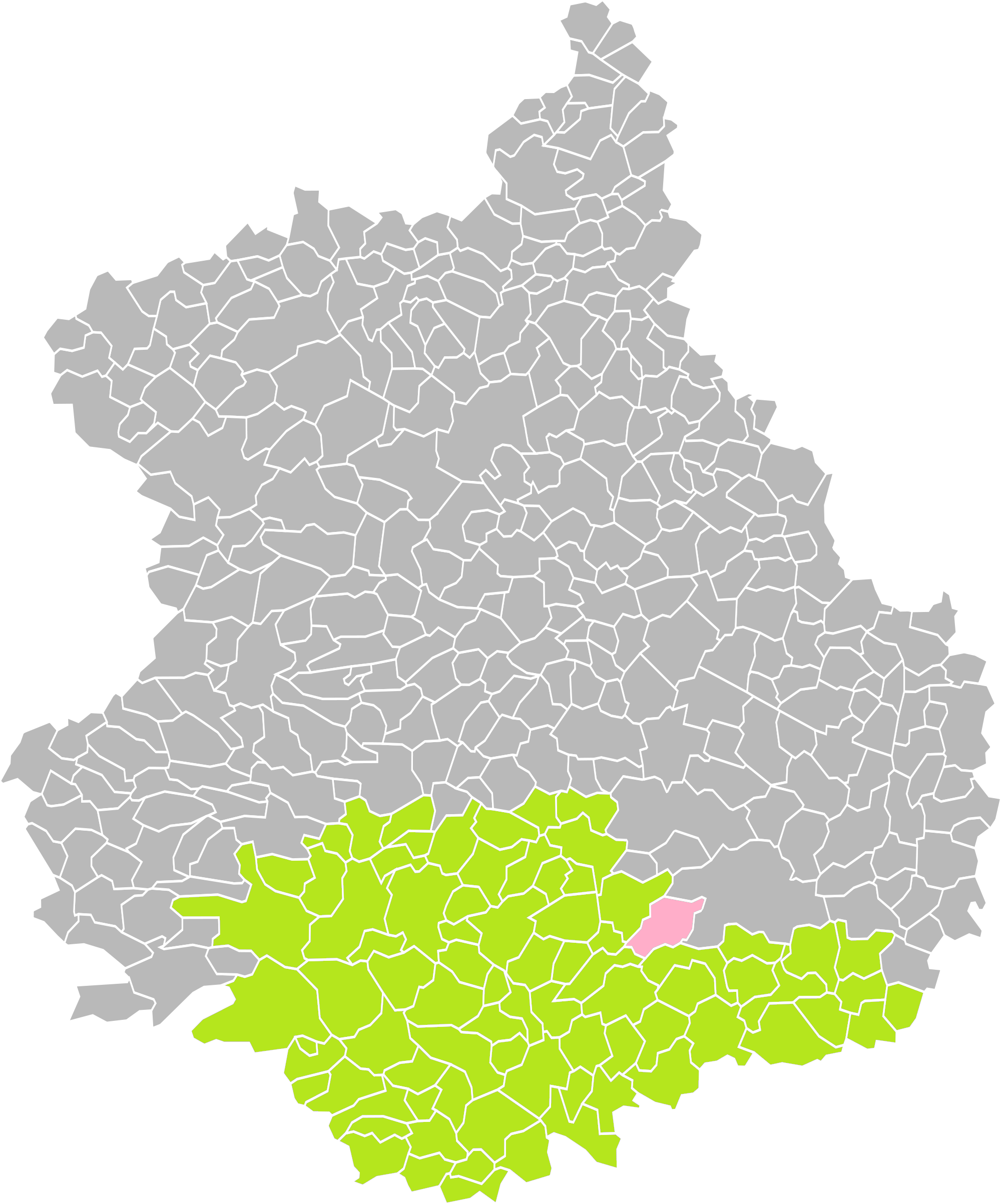
Sancheville dans son arrondissement.
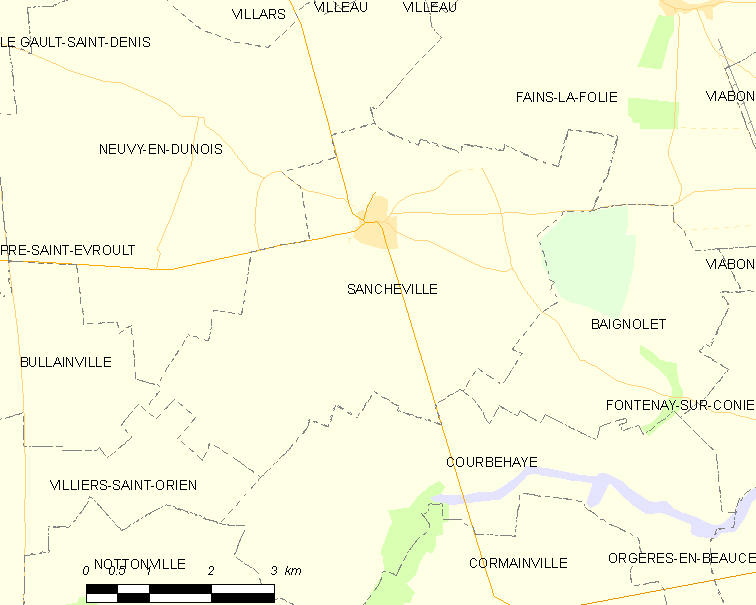
Carte de la commune de Sancheville.

### Communes limitrophes
| Neuvy-en-Dunois      |             | Fains-la-Folie |
| Bullainville         | Sancheville | Baignolet      |
| Villiers-Saint-Orien | Courbehaye  |                |

### Climat
Pour des articles plus généraux, voir Climat du Centre-Val de Loire et Climat d'Eure-et-Loir.
En 2010, le climat de la commune est de type climat océanique dégradé des plaines du Centre et du Nord, selon une étude du CNRS s'appuyant sur une série de données couvrant la période 1971-2000. En 2020, Météo-France publie une typologie des climats de la France métropolitaine dans laquelle la commune est exposée à un climat océanique altéré et est dans la région climatique  Moyenne vallée de la Loire, caractérisée par une bonne insolation (1 850 h/an) et un été peu pluvieux. 
Pour la période 1971-2000, la température annuelle moyenne est de 10,8 °C, avec une amplitude thermique annuelle de 14,8 °C. Le cumul annuel moyen de précipitations est de 630 mm, avec 10,5 jours de précipitations en janvier et 7,4 jours en juillet. Pour la période 1991-2020, la température moyenne annuelle observée sur la station météorologique de Météo-France la plus proche, sur la commune de Pré-Saint-Évroult à 8 km à vol d'oiseau, est de 11,3 °C et le cumul annuel moyen de précipitations est de 592,2 mm,. Pour l'avenir, les paramètres climatiques de la commune estimés pour 2050 selon différents scénarios d'émission de gaz à effet de serre sont consultables sur un site dédié publié par Météo-France en novembre 2022.

## Urbanisme

### Typologie
Au 1er janvier 2024, Sancheville est catégorisée commune rurale à habitat dispersé, selon la nouvelle grille communale de densité à 7 niveaux définie par l'Insee en 2022.
Elle est située hors unité urbaine. Par ailleurs la commune fait partie de l'aire d'attraction de Chartres, dont elle est une commune de la couronne,. Cette aire, qui regroupe 117 communes, est catégorisée dans les aires de 50 000 à moins de 200 000 habitants,.

### Occupation des sols
L'occupation des sols de la commune, telle qu'elle ressort de la base de données européenne d’occupation biophysique des sols Corine Land Cover (CLC), est marquée par l'importance des territoires agricoles (97,2 % en 2018), une proportion sensiblement équivalente à celle de 1990 (97,8 %). La répartition détaillée en 2018 est la suivante : 
terres arables (97,2 %), zones urbanisées (2,5 %), milieux à végétation arbustive et/ou herbacée (0,3 %). L'évolution de l’occupation des sols de la commune et de ses infrastructures peut être observée sur les différentes représentations cartographiques du territoire : la carte de Cassini (XVIIIe siècle), la carte d'état-major (1820-1866) et les cartes ou photos aériennes de l'IGN pour la période actuelle (1950 à aujourd'hui).

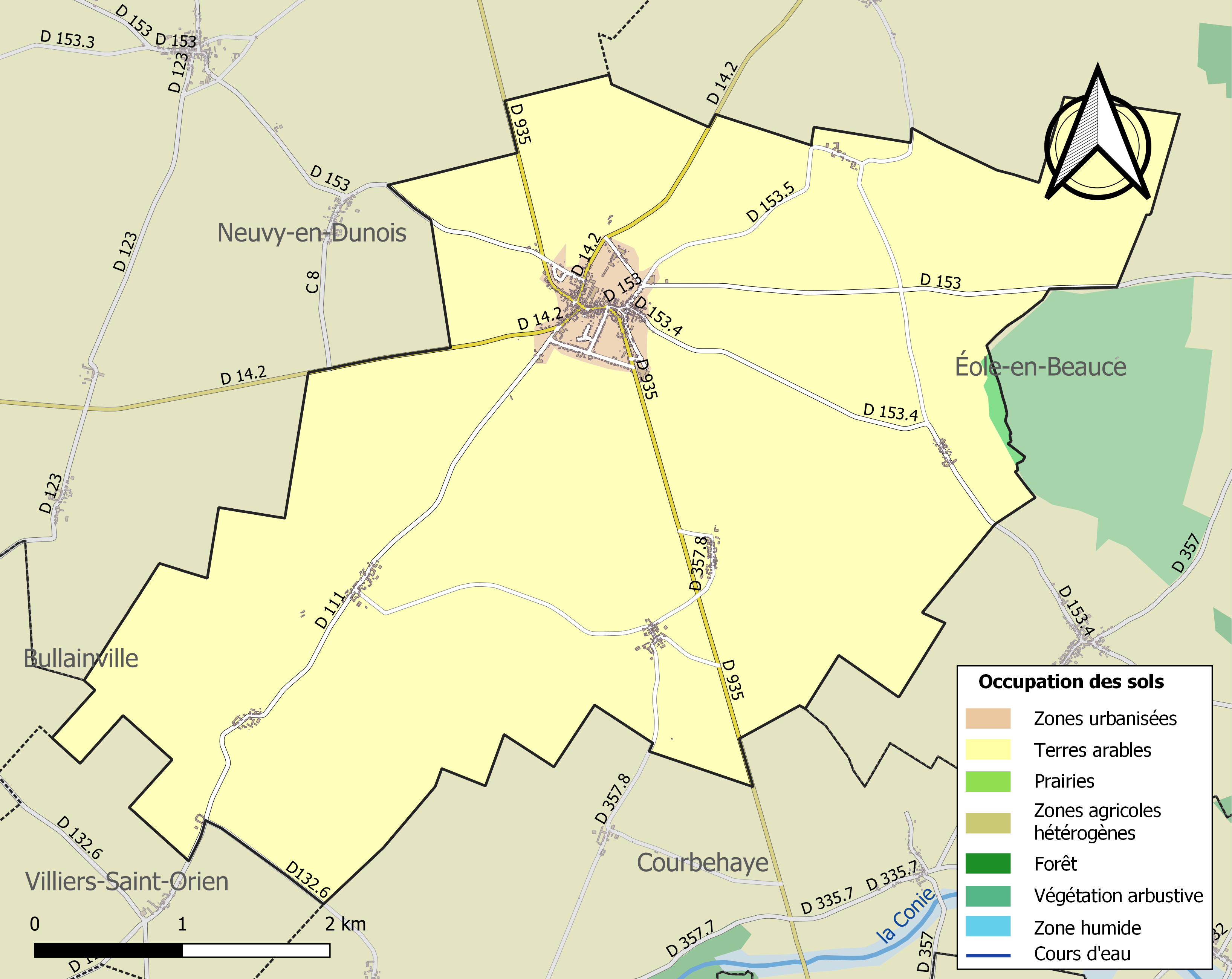
Carte des infrastructures et de l'occupation des sols de la commune en 2018 (CLC).

### Risques majeurs
Le territoire de la commune de Sancheville est vulnérable à différents aléas naturels : météorologiques (tempête, orage, neige, grand froid, canicule ou sécheresse), inondations, mouvements de terrains et séisme (sismicité très faible). Il est également exposé à un risque technologique, le transport de matières dangereuses. Un site publié par le BRGM permet d'évaluer simplement et rapidement les risques d'un bien localisé soit par son adresse soit par le numéro de sa parcelle.

#### Risques naturels
Certaines parties du territoire communal sont susceptibles d’être affectées par le risque d’inondation par débordement de cours d'eau, notamment la Cloche et le ruisseau de l'Ancien étang de Pot de Vin. La commune a été reconnue en état de catastrophe naturelle au titre des dommages causés par les inondations et coulées de boue survenues en 1999,.

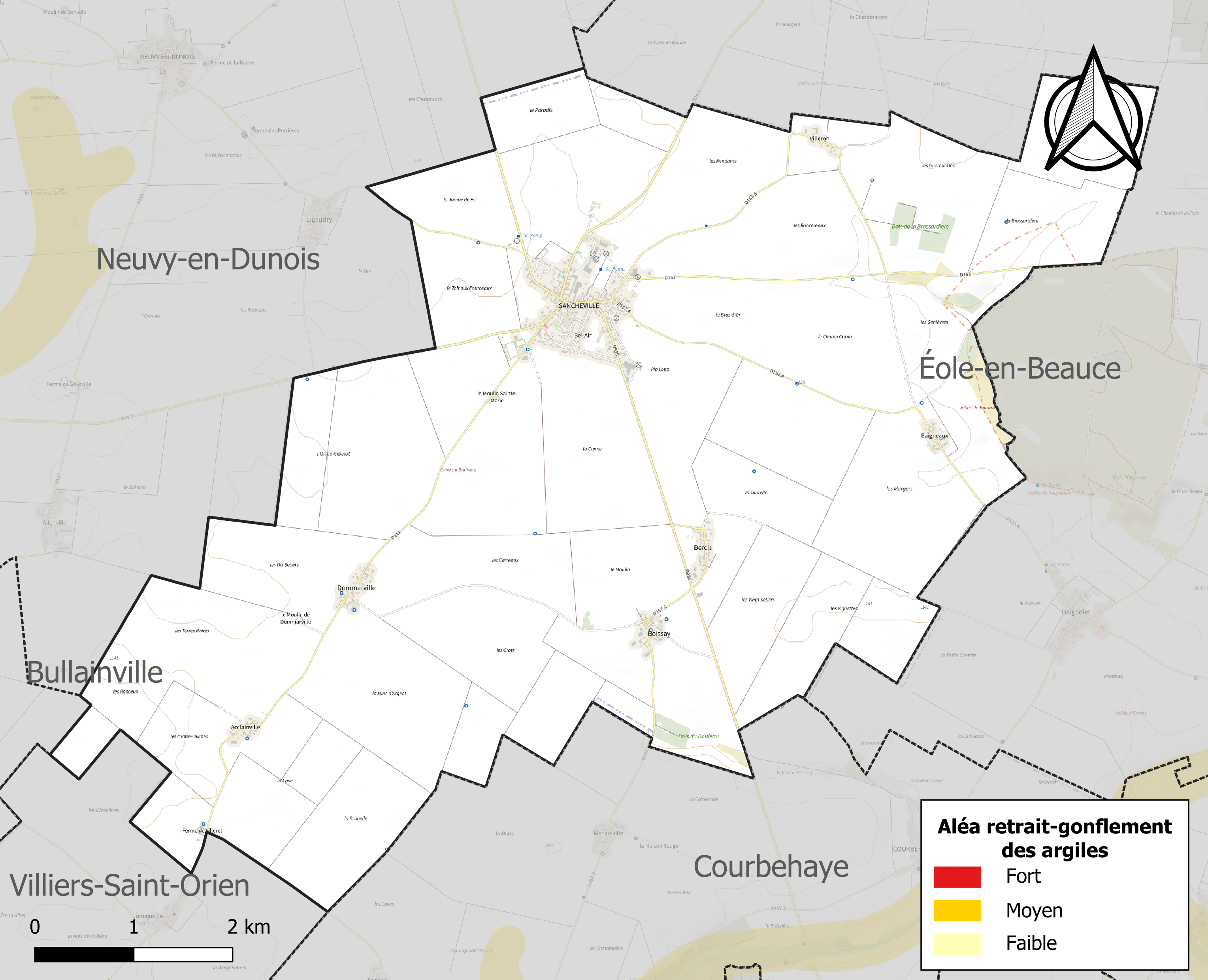
Carte des zones d'aléa retrait-gonflement des sols argileux de Sancheville.

Les mouvements de terrains susceptibles de se produire sur la commune sont des affaissements et effondrements liés aux cavités souterraines. L'inventaire national des cavités souterraines permet de localiser celles situées sur la commune.
Le retrait-gonflement des sols argileux est susceptible d'engendrer des dommages importants aux bâtiments en cas d’alternance de périodes de sécheresse et de pluie. 0 % de la superficie communale est en aléa moyen ou fort (52,8 % au niveau départemental et 48,5 % au niveau national). Sur les 383 bâtiments dénombrés sur la commune en 2019, 0 sont en aléa moyen ou fort, soit 0 %, à comparer aux 70 % au niveau départemental et 54 % au niveau national. Une cartographie de l'exposition du territoire national au retrait gonflement des sols argileux est disponible sur le site du BRGM,.
Concernant les mouvements de terrains, la commune a été reconnue en état de catastrophe naturelle au titre des dommages causés par des mouvements de terrain en 1999.

#### Risques technologiques
Le risque de transport de matières dangereuses sur la commune est lié à sa traversée par des infrastructures routières ou ferroviaires importantes ou la présence d'une canalisation de transport d'hydrocarbures. Un accident se produisant sur de telles infrastructures est en effet susceptible d’avoir des effets graves au bâti ou aux personnes jusqu’à 350 m, selon la nature du matériau transporté. Des dispositions d’urbanisme peuvent être préconisées en conséquence.

## Toponymie
Le lieu est attesté sous les formes : Xancheville en 1208 (Cartulaire de Thiron, t. 2) ; Sancharvilla en 1242 (Archives départementales d'Eure-et-Loir-H, Abbaye de Bonneval) ; Sanchavilla en 1291 (Archives départementales d'Eure-et-Loir-H, Abbaye de Bonneval) ; Sancheville, 30 août 1356 (Archives nationales-JJ 84, n° 578, fol. 297) ; Sancheville, juin 1364 (Archives nationales-JJ 96, n° 68, fol. 23) ; Sancheville, octobre 1383 (Archives nationales-JJ 123, n° 151, fol. 79 v°) ; Sancheville, octobre 1416 (Archives nationales-JJ 169, n° 356, fol. 239) ; Chanceville, 1585 (Archives départementales d'Eure-et-Loir-H, Abbaye Saint-Avit lès Châteaudun) ; Sancheville, 1608-1626 (Archives départementales d'Eure-et-Loir-G 136) ; Sancheville, 1740 (Bibliothèque municipale d’Orléans, Ms 995, fol. 230) ; Sancheville ou Chanseville, XVIIIe s. (Carte de Cassini).
Il s'agit d'une formation toponymique médiévale en -ville au sens ancien de « domaine rural ». Le premier élément Sanche- représente un anthroponyme conformément au cas général pour ce type de formation.
Il peut s'agir de *Sanc-hari, nom de personne germanique, qui n'est pas attesté mais qui pourrait être à l'origine du patronyme Sanchard, aujourd'hui disparu [?] mais attesté en Dordogne au XIXe siècle. On peut y voir également un autre anthroponyme germanique, à savoir Singardus, qui est attesté. En revanche, il nécessite pour convenir ici un certain nombre de mutations phonétiques, certes possibles, mais dont les formes anciennes ne portent aucune trace.

## Politique et administration

### Liste des maires

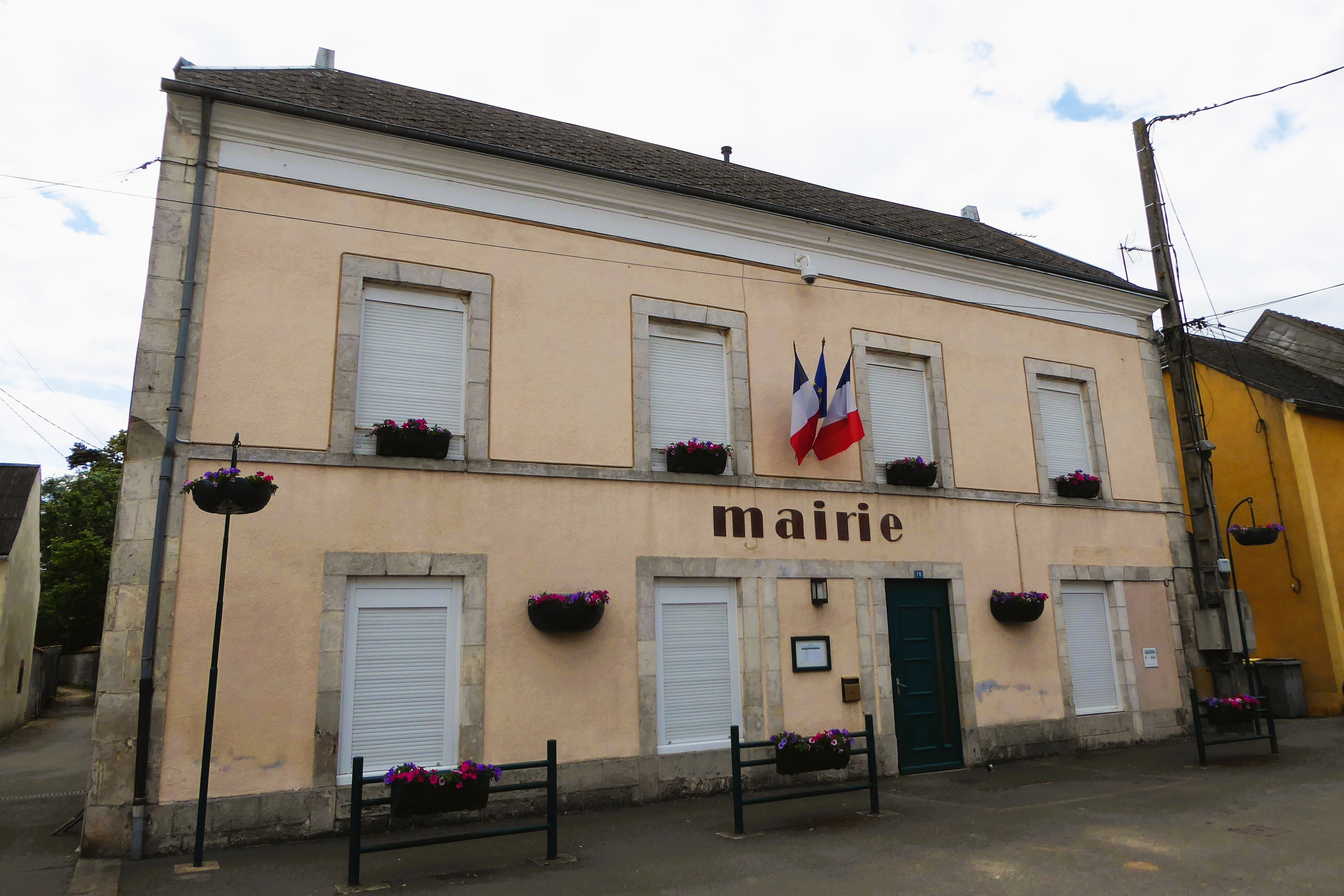
La mairie de Sancheville.

| Période                                  | Période   | Identité           | Étiquette | Qualité                       |
| ---------------------------------------- | --------- | ------------------ | --------- | ----------------------------- |
| mars 2001                                | mars 2008 | Denis Sapience     |           |                               |
| mars 2008                                |           | Jean Marc Vanneau  | SE        | Agriculteur                   |
| mars 2014                                | En cours  | Jean-Marc Vanneau, |           | Ancien agriculteur exploitant |
| Les données manquantes sont à compléter. |           |                    |           |                               |

### Politique environnementale
Dans son palmarès 2016, le Conseil National des Villes et Villages Fleuris de France a attribué deux fleurs à la commune au Concours des villes et villages fleuris.

## Population et société

### Démographie
L'évolution du nombre d'habitants est connue à travers les recensements de la population effectués dans la commune depuis 1793. Pour les communes de moins de 10 000 habitants, une enquête de recensement portant sur toute la population est réalisée tous les cinq ans, les populations de référence des années intermédiaires étant quant à elles estimées par interpolation ou extrapolation. Pour la commune, le premier recensement exhaustif entrant dans le cadre du nouveau dispositif a été réalisé en 2008.

En 2022, la commune comptait 748 habitants, en évolution de −10,1 % par rapport à 2016 (Eure-et-Loir : −0,23 %, France hors Mayotte : +2,11 %).
| 1793 | 1800 | 1806 | 1821 | 1831  | 1836 | 1841 | 1846  | 1851  |
| ---- | ---- | ---- | ---- | ----- | ---- | ---- | ----- | ----- |
| 808  | 727  | 836  | 886  | 1 010 | 962  | 934  | 1 006 | 1 029 |

| 1856  | 1861  | 1866  | 1872  | 1876 | 1881  | 1886  | 1891  | 1896  |
| ----- | ----- | ----- | ----- | ---- | ----- | ----- | ----- | ----- |
| 1 064 | 1 054 | 1 100 | 1 059 | 995  | 1 005 | 1 030 | 1 038 | 1 022 |

| 1901  | 1906  | 1911 | 1921 | 1926 | 1931 | 1936 | 1946 | 1954 |
| ----- | ----- | ---- | ---- | ---- | ---- | ---- | ---- | ---- |
| 1 006 | 1 009 | 977  | 796  | 766  | 794  | 752  | 718  | 730  |

| 1962 | 1968 | 1975 | 1982 | 1990 | 1999 | 2006 | 2008 | 2013 |
| ---- | ---- | ---- | ---- | ---- | ---- | ---- | ---- | ---- |
| 764  | 845  | 835  | 877  | 755  | 704  | 762  | 778  | 837  |

| 2018 | 2022 | - | - | - | - | - | - | - |
| ---- | ---- | - | - | - | - | - | - | - |
| 779  | 748  | - | - | - | - | - | - | - |

## Culture locale et patrimoine

### Lieux et monuments

#### Moulin à vent du paradis
Inscrit MH (1988).

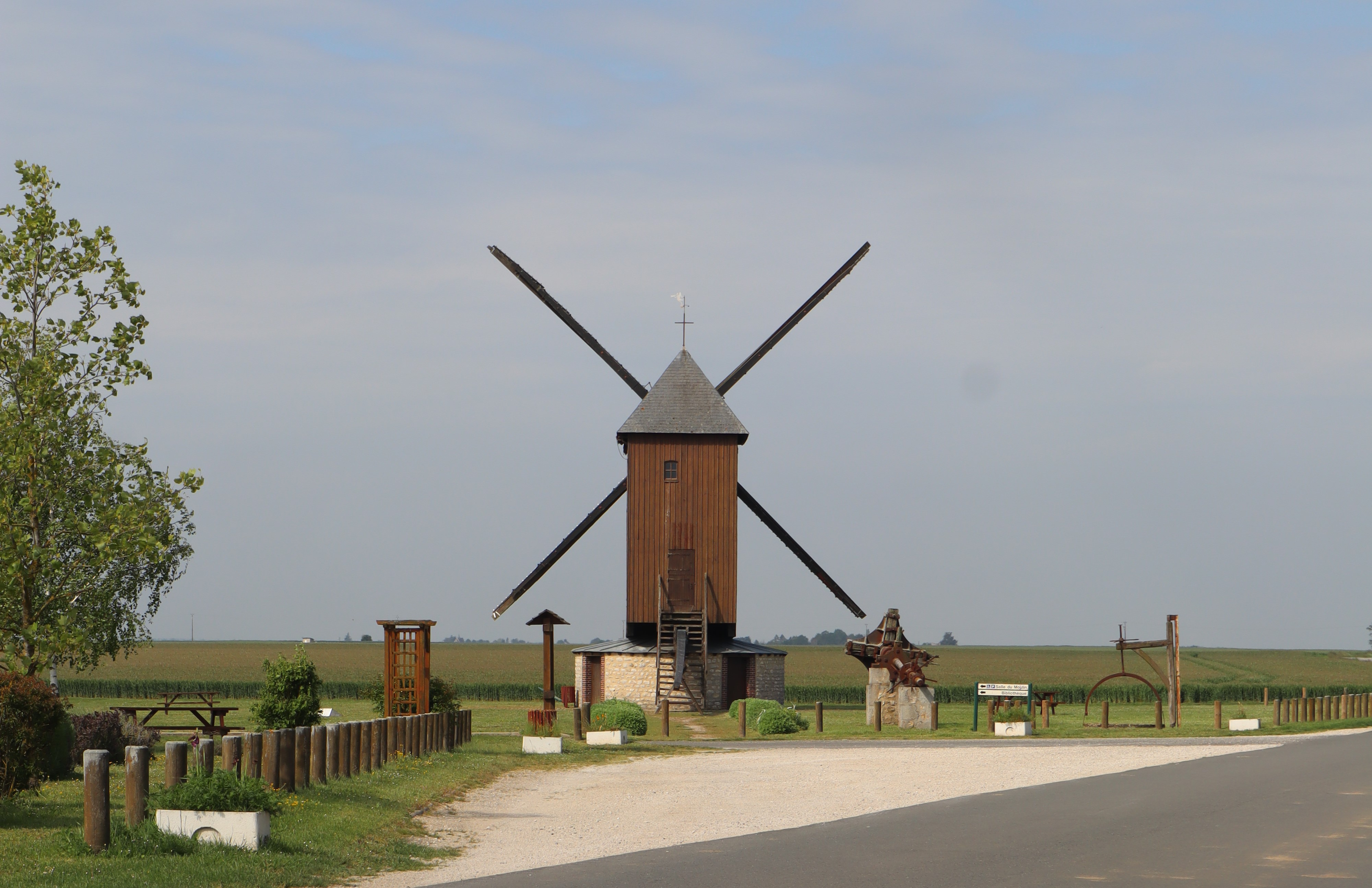
Moulin à vent du Paradis.

Il s'agit d'un moulin en bois sur pivot, du XVIIIe siècle, restauré au XIXe siècle. Il a reçu des ailes à système Berton après 1860. Il a été restauré récemment en réutilisant certaines des pièces d'origine. Il est orientable grâce à une queue commandée par un treuil. Les ailes en bois peuvent être déployées à partir de l'intérieur. Il fonctionne et produit de la farine durant la saison des visites.

#### Église Saint-Léger
- Tableau de la seconde moitié du XVIIIe siècle de P. d'Archon, 231 × 162 cm, 1757,  Classé MH (2005)[31].
- Statue à l'effigie de saint Léger et sa châsse de 1840,  Classé MH (2012)[32].

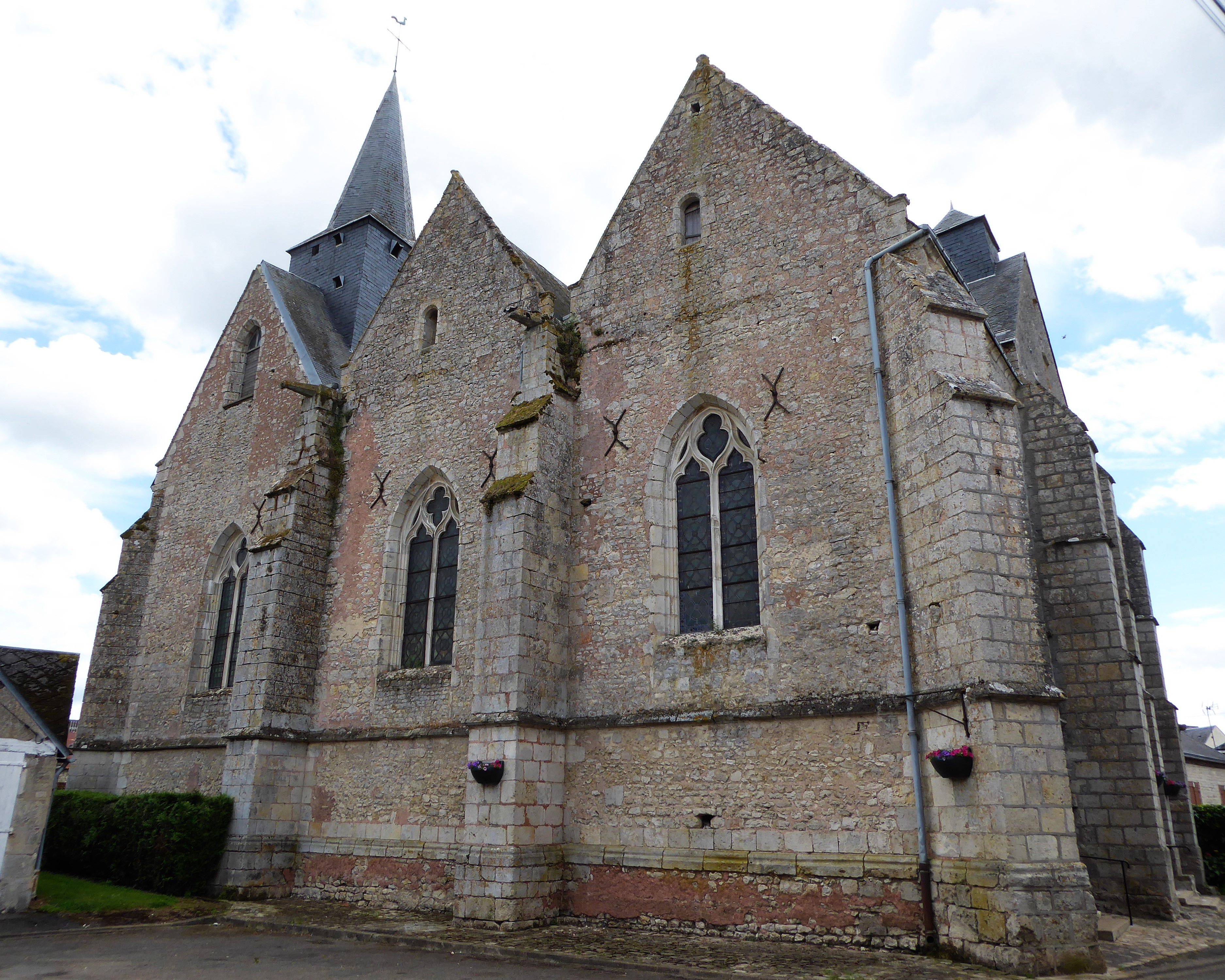
Façade nord et clocher de l'église Saint-Léger.
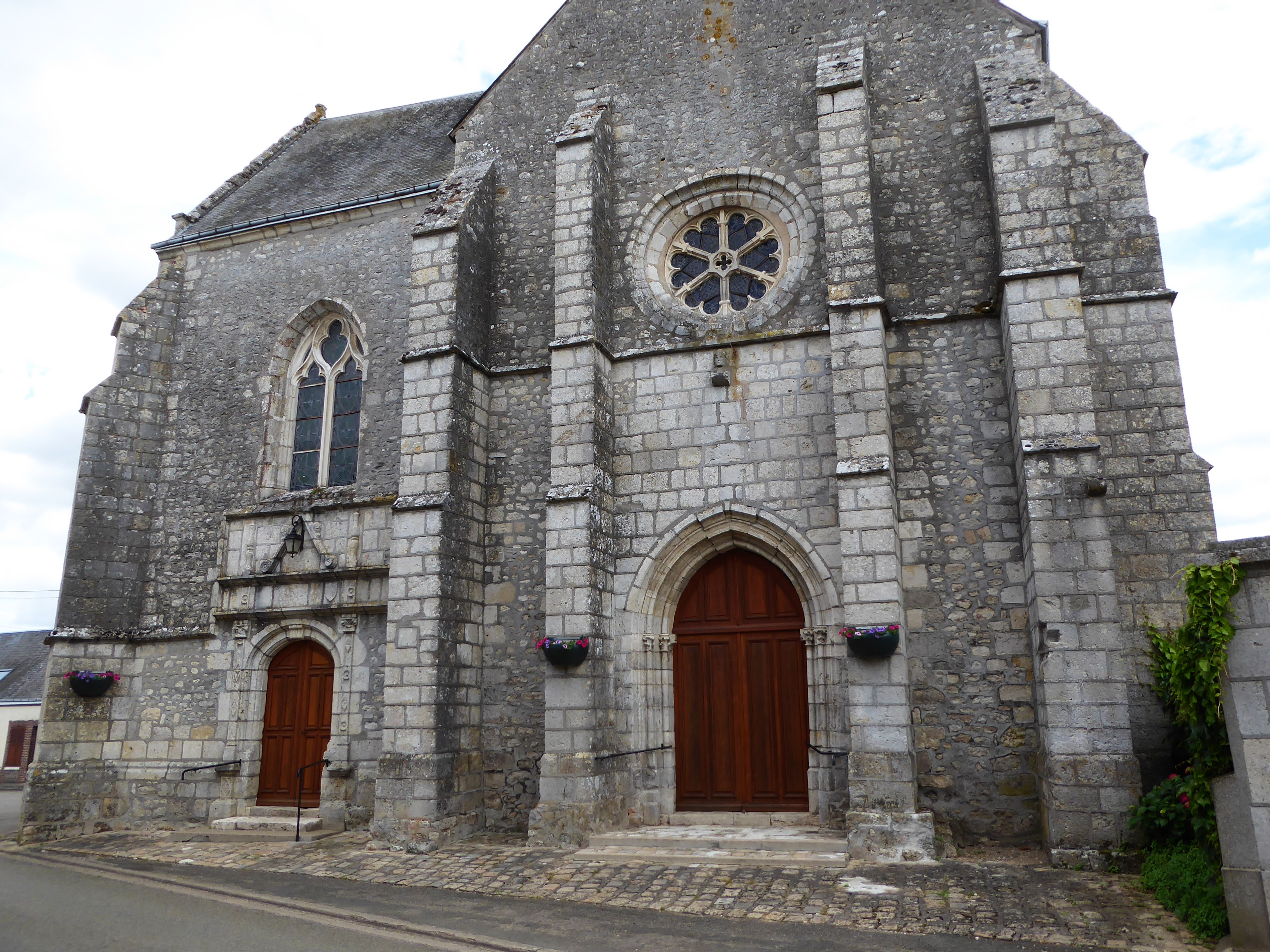
Portails d'entrée et rosace de la façade ouest.
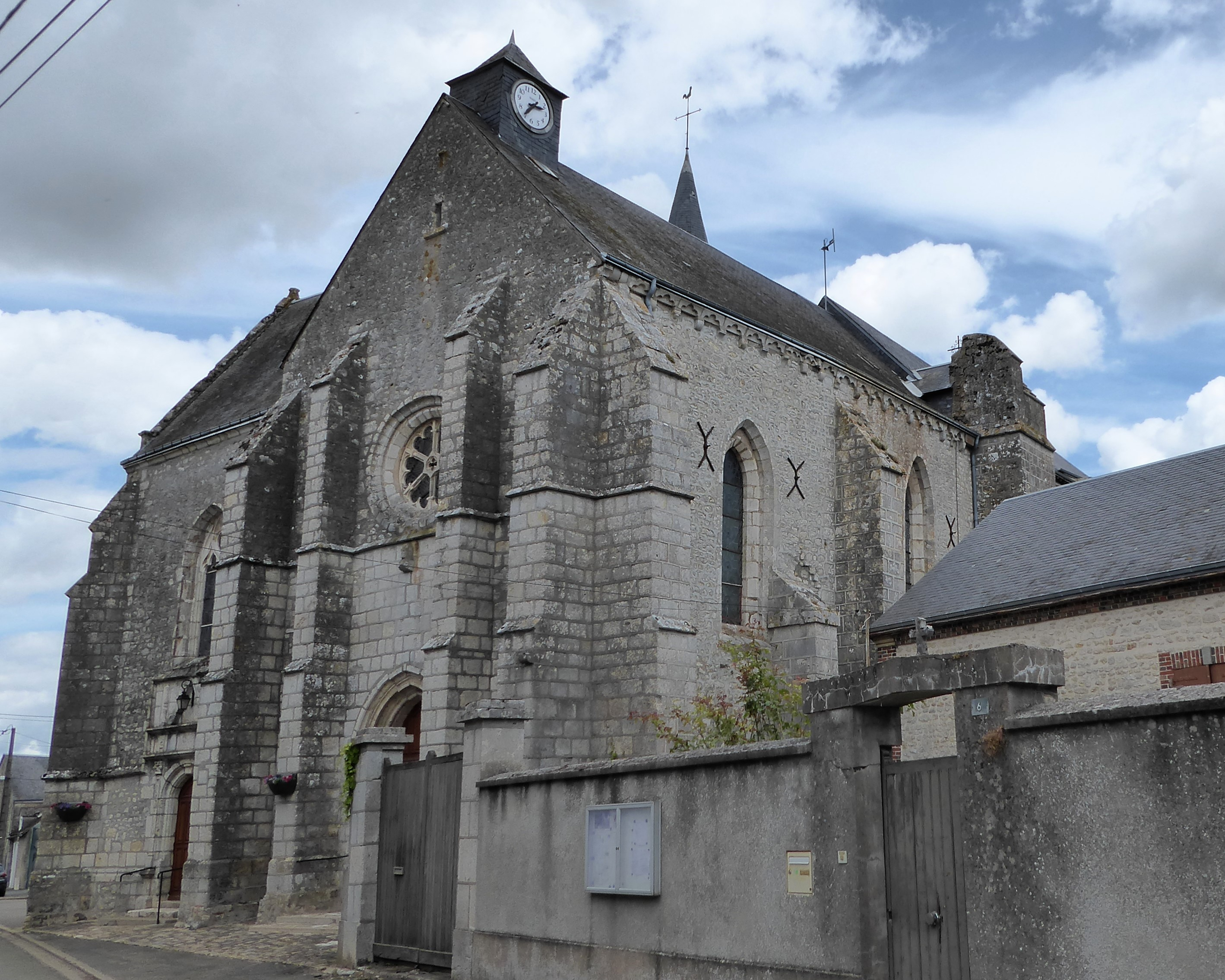
Façade ouest, clocheton, mur sud et presbytère.

## Personnalités liées à la commune
Auguste Aubry (1821-1878), libraire, fondateur en 1857 du "Bulletin du bouquiniste", né et mort à Sancheville. Établi à Paris, rue Dauphine, n° 16 (1863-1866).